# Stênio Neves
Stênio Neves (Fonte Boa, 23 de outubro de 1910 - 19 de agosto de 1979)foi um militar, chefe de polícia e político brasileiro, tendo sido prefeito de Manaus e deputado estadual de Amazonas.